# 帕季玛特·阿巴卡罗娃
帕季玛特·阿巴卡罗娃（俄語：Патимат Абакарова，1994年10月23日—）生于俄罗斯达吉斯坦共和国馬哈奇卡拉，是一名代表阿塞拜疆参赛的女子跆拳道运动员。阿巴卡罗娃的父亲从事自由式摔跤，她也从小便擅长体育运动，在9岁时开始练习跆拳道。2012年，她获阿塞拜疆跆拳道联合会邀请，参加阿塞拜疆锦标赛，结果获得冠军。2013年，她成为了阿塞拜疆国家队的成员。